# 子元
子元（？—前664年），芈姓，熊氏，名善，字子元，即王子善，中国春秋时期楚国的令尹，他是楚武王的儿子，楚文王的弟弟。楚成王即位后，他住在王宫之侧，摇铃铛跳舞，勾引楚文王的夫人息妫。息妫斥责他：“先君以是舞也，习戎备也。今令尹不寻诸仇雠，而于未亡人之侧，不亦异乎！”前666年，他率领车六百乘出兵讨伐郑国，入桔柣之门。因诸侯救援郑国，他率军趁夜逃遁。

前664年，他住在王宫里，鬬射師劝谏他，他把鬬射師关起来。
秋，申公鬬班杀子元，鬬谷於菟（子文）为令尹。